# Episodi di Fish Hooks - Vita da pesci (seconda stagione)
La seconda stagione di Fish Hooks - Vita da pesci viene trasmessa su  Disney Channel il 4 novembre 2011. In Italia è stata trasmessa un'anteprima della serie l'11 febbraio 2012, mentre la regolare messa in onda è cominciata il 19 febbraio 2012 su Disney Channel Italia. Gli ultimi cinque episodi non sono mai stati trasmessi, salvo poi essere pubblicati su Disney+ nel 2020. In chiaro la serie è stata mandata in onda su Rai 2 a partire da novembre 2012.
| N° | Titolo originale                       | Titolo italiano                    | Prima TV USA      | Prima TV ITA     |
| -- | -------------------------------------- | ---------------------------------- | ----------------- | ---------------- |
| 1  | Bea's Commercial                       | La pubblicità di Bea               | 4 novembre 2011   | 26 febbraio 2012 |
| 2  | Hairanoid                              | Il magico gel per capelli          | 4 novembre 2011   | 26 febbraio 2012 |
| 3  | Adventures in Fish Sitting             | Avventura di un fish sitter        | 18 novembre 2011  | 18 marzo 2012    |
| 4  | Banned Band                            | La musica è di tutti               | 25 novembre 2011  | 18 marzo 2012    |
| 5  | Merry Fishmas, Milo                    | Buon pesce natale                  | 9 dicembre 2011   | 2012             |
| 6  | Milo on the Lam                        | Milo il Fuggitivo                  | 6 gennaio 2012    | 19 febbraio 2012 |
| 7  | Break up Shake Down                    | La furia di Pirahnica              | 6 gennaio 2012    | 7 agosto 2012    |
| 8  | Just One of the Fish                   | Un pesce come gli altri            | 20 gennaio 2012   | 2012             |
| 9  | Rock Lobster Yeti                      | L'aragosta Yeti                    | 27 gennaio 2012   | 8 agosto 2012    |
| 10 | Spoiler Alert                          | Allarme guastafeste                | 27 gennaio 2012   | 8 agosto 2012    |
| 11 | Bea Dates Milo                         | Bea esce con Milo                  | 10 febbraio 2012  | 7 agosto 2012    |
| 12 | Oscar's Secret Adnirer                 | L'ammiratrice segreta di Oscar     | 10 febbraio 2012  | 2012             |
| 13 | Sixteen Clamandles                     | Una festa per Mitilla              | 24 febbraio 2012  | 2012             |
| 14 | Send Me an Angel Fish                  | Mandami un pesce Angela            | 2 marzo 2012      | 2012             |
| 15 | Science Fair Detective Mystery         | Giallo al concorso di scienze      | 13 aprile 2012    | 2012             |
| 16 | Guys' Night Out                        | Una serata per soli maschi         | 27 aprile 2012    | 10 agosto 2012   |
| 17 | Bea Sneaks Out                         | La festa dei furetti               | 11 maggio 2012    | 6 agosto 2012    |
| 18 | Busy Bea: Rise of the Machines         | Un'armatura robotica per Bea       | 11 maggio 2012    | 6 agosto 2012    |
| 19 | So-fish-ticated                        | Una cravatta per Oscar             | 1º giugno 2012    | 11 agosto 2012   |
| 20 | Milo and Oscar Move In                 | Un trasloco momentaneo             | 8 giugno 2012     | 11 agosto 2012   |
| 21 | Oscar is a Playa                       | Oscar è un play boy                | 22 giugno 2012    | 10 agosto 2012   |
| 22 | Little Fish Sunshine                   | Il concorso di bellezza            | 6 luglio 2012     | 9 agosto 2012    |
| 23 | All Fins on Deck                       | Esche in crociera                  | 13 luglio 2012    | 12 agosto 2012   |
| 24 | Cattlefish, Ho!                        | Avventura da cowboy                | 13 luglio 2012    | 12 agosto 2012   |
| 25 | Brothers' Day                          | Il giorno dei fratelli             | 20 luglio 2012    | 2012             |
| 26 | Unfinished Doll Business               | Una bambola dimenticata            | 11 agosto 2012    | 2012             |
| 27 | Milo's Magical Shake                   | Il magico frappé di Milo           | 7 settembre 2012  | 2012             |
| 28 | Spiders Bite                           | Invasione di ragni                 | 14 settembre 2012 | 2012             |
| 29 | Principal Bea Pt. I & II               | Bea Preside                        | 21 settembre 2012 | 2012             |
| 30 | Fish at Work                           | Un lavoro da pesci                 | 28 settembre 2012 | 2012             |
| 31 | Chicks Big Vampires                    | Il fascino del vampiro             | 5 ottobre 2012    | 2012             |
| 32 | Fish Lips Sink Ships                   | Amori tra professori               | 26 ottobre 2012   | 2012             |
| 33 | Bea's Birthday Surprise                | Una sorpresa per Bea               | 9 novembre 2012   | 2012             |
| 34 | Get a Yob!                             | Un lavoro per la cuoca Latoada     | 9 novembre 2012   | 2012             |
| 35 | Fuddy Dubby Study Buddy                | Pudi Dudi compagno di studi        | 30 novembre 2012  | 2012             |
| 36 | Fish Flakes                            | Fiocchi di pesce                   | 11 gennaio 2013   | 2012             |
| 37 | Super Extreme Grandma Games to the Max | I giochi della nonna super estremi | 18 gennaio 2013   | 12 giugno 2020   |
| 38 | Koi Story                              | Koi story                          | 15 febbraio 2013  | 12 giugno 2020   |
| 39 | Sea Bea Ski                            | Bea e lo sci                       | 26 aprile 2013    | 12 giugno 2020   |
| 40 | Night At The Loxbury                   | Serata al Loxbury                  | 26 aprile 2013    | 12 giugno 2020   |
| 41 | Fish Prom                              | Il ballo studentesco sott'acqua    | 17 maggio 2013    | 12 giugno 2020   |